# Ullenhall
Ullenhall – wieś w Anglii, w hrabstwie Warwickshire, w dystrykcie Stratford-on-Avon. Leży 14 km na południowy wschód od miasta Warwick i 120 km na północny zachód od Londynu. W 2001 miejscowość liczyła 708 mieszkańców.